# Acanthopeltastes circularis
Acanthopeltastes circularis är en tvåvingeart som först beskrevs av Becker 1912.  Acanthopeltastes circularis ingår i släktet Acanthopeltastes och familjen fritflugor. Inga underarter finns listade i Catalogue of Life.